# Чабан, Александр Сергеевич
Чабан Александр Сергеевич (англ. Alexandr Chaban, белор. Чабан Аляксандр Сяргеевіч; род. 8 июня 2001, Бобруйск, Могилевская область, Беларусь) — белорусский профессиональный хоккеист, левый крайний нападающий хоккейного клуба «Бобруйск».  На данный момент играет в новом сезоне 2018/2019 открытого чемпионата Республики Беларусь по хоккею с шайбой выступает в чемпионате страны в Экстралиге группа “Б“.

## Биография
2016 — отучился 9 классов в государственном учреждении образования «Средняя школа №29 г.Бобруйска».
2016-2018 — окончил 11 классов в учреждении образования «Бобруйское государственное училище олимпийского резерва». Владеет русским, английским и белорусским языком.

## Семья
Семья: Мама, Папа, Брат

## Хоккейная карьера
2008 — впервые стал на лед в государственном специализированном учебно-спортивном учреждении „Детско-юношеская спортивная школа по хоккею с шайбой“ «Бобруйск-Арена».
2015-2016 — первенство Беларуси среди юношей 2001 года рождения. Группа А+ (ДЮСШ «Бобруйск-Арена»).
2017-2018 — выступал в Высшей лиге чемпионат Беларуси по хоккею с шайбой (ХК «Бобруйск»).
2018-2019 — выступает в новом сезоне 2018/2019 г. Открытого чемпионата Республики Беларусь по хоккею с шайбой в Экстралиге группа “Б“ (ХК «Бобруйск»).

## Жизненная позиция
- Главное в жизни: семья и дети.
- Главное в людях: смелость и упорство.
- Отн. к курению: резко негативное.
- Вдохновляет: хоккей.